# Авуаза Нормандская
Авуаза Нормандская (фр. Havoise de Normandie; 977 — 1034) — дочь герцога Нормандии Ричарда I, в браке — графиня Ренна и герцогиня Бретани, регент при своем малолетнем сыне Алене III.

## Биография
Авуаза была дочерью Ричарда I Нормандского и Гунноры де Крепон и была сестрой Ричарда II Доброго, герцога Нормандии, а также Роберта, архиепископа Руана и графа Эврё.
Авуаза и две ее сестры стали частью важных династических союзов. Эмма Нормандская дважды была королевой Англии, сначала как жена Этельреда Неразумного, а затем — Кнуда Великого. Матильда Нормандская стала женой Эда II, графа Блуа. Авуаза, в свою очередь, в 996 году вышла замуж за Жоффруа I, герцога Бретани, в то время как ее брат Ричард II, герцог Нормандии, вскоре после этого женился на сестре Жоффруа, Юдифь Бретонской. Этот двойной союз между Нормандией и Бретанью, вероятно, был нацелен на защиту интересов обеих династий. В 1008 году, когда Жоффруа умер, оставив двух малолетних сыновей, Алена III и Эда, Ричард II вмешался, чтобы защитить их и играл главную роль в управлении Бретанью во время малолетства племянников.
Авуаза выступала в качестве регента Бретани во время малолетства своего сына Алена III. В 1010 году ее регентство было серьезно оспорено крестьянским восстанием, которое распространилось из Нормандии в Бретань. Ален, ободренный своей матерью, сплотил вельмож и подавил восстание. Авуаза умерла 21 февраля 1034 года.

## Семья
В браке (996 года) с Жоффруа I родились:
- Ален III (около 997 — 1 октября 1040) — граф Ренна и герцог Бретани с 1008 года[8]
- Эвенус[8]
- Эд I (умер в 1079) — граф де Пентьевр с 1035 года и герцог Бретани с 1040 года[8]
- Адела (умерла в 1067) — аббатиса Сен-Жоржа в Ренне[9].